# Монтічелло-Бріанца
Монтічелло-Бріанца (італ. Monticello Brianza) — муніципалітет в Італії, у регіоні Ломбардія, провінція Лекко.
Монтічелло-Бріанца розташоване на відстані близько 500 км на північний захід від Рима, 30 км на північ від Мілана, 17 км на південний захід від Лекко.
Населення — 4264 особи (2014).
Щорічний фестиваль відбувається 5 лютого. Покровитель — Sant'Agata.

## Демографія
Населення за роками:

Станом на 1 січня 2023 року в муніципалітеті офіційно проживало 314 іноземців з 35 країн, серед них 56 громадян країн Євросоюзу та 15 громадян України.

## Сусідні муніципалітети
- Барцано
- Безана-ін-Бріанца
- Казатеново
- Кассаго-Бріанца
- Міссалья
- Ренате
- Вігано